# Ирокези
Ирокезите (от френски: Iroquois) са група от индиански племена, населяващи района на Великите езера в Северна Америка, и обединени в политически съюз, известен под множество имена като „Ирокезка конфедерация“, „Петте нации“, „Шестте нации“, „Народът от Дългия дом“, „Лига на ирокезите“ и др. Тяхното самоназвание е „ходиношони“ (Haudenosaunee, Rotinonsionni на мокохски език, Akunęhsyę̀niˀ на тускарорски), в буквален превод – „Народ от разширяващия се дом“.
Първоначално Лигата на ирокезите е изградена от пет народа: мохок (Mohawk), онайда (Oneida), онондага (Onondaga), каюга (Cayuga) и сенека (Seneca). По-късно (1721 г.) към нея се включва шести народ: тускарора (Tuscarora).

## Име
Първи им дават името „ирокези“ французите. То се получило от термин използван от алгонкин – „ироку, ириначиу – гърмящи змии“. Самите ирокези се наричат Ходеношон или Гоанодоноксахесерон. На делаварите били познати като Мингуе (Минго, Минкуа), а на поухатаните като Масауомек. На англичаните стават известни като Петте нации или Индианската конфедерация. Западните алгонкини ги наричали Надоуа (Надоуаиг, Нотоуа, Маченатоуаиг, което означава лоши змии).

## История
Ирокезите живеели в северната част на щата Ню Йорк, между Ниагарския водопад и планините Адирондак. Чрез миграция и завоевания те завладели по-голямата част от североизточните щати и източна Канада. До 1680 г. тяхната империя обхваща обширна област, простираща се на запад от северния край на Чесапийкския залив, през Кентъки до вливането на Охайо в Мисисипи. От там границата им продължава на север по река Илинойс до южния край на езерото Мичиган и оттук на изток през Долен Мичиган, южно Онтарио и югозападен Квебек, до река Кънектикът, от там надолу по долината на река Хъдсън и горната част на долината на река Делауеър до Чесапийкския залив.
Още преди идването на европейците на американския континент съществували няколко конфедерации, най-известната и най-добре организираната от тях била Лигата на ирокезите. Точната дата за създаването и е неясна, но се знае, че още преди контакта с европейците тя става най-мощният индиански съюз в Северна Америка. Повечето антрополози и археолози твърдят, че тя е създадена между 1450 г. и 1600 г. Други спорят, че е била основана малко преди идването на белите, някъде около 1570 г. Устната история на ирокезите разказва за по-ранна дата на образуването и, която съвпада със слънчевото затъмнение на 31 август 1142 г. Нови археологически проучвания сочат, че ирокезите са живели в Ню Йорк много преди пристигането на европейците, тъй като строителството на дълги домове в района датира най-малко от 1100 г. Онондага е първото ирокезко племе идентифицирано в Ню Йорк и изглежда водят началото си от сливането на 2 села някъде между 1450 г. и 1475 г. Затова най-вероятно създаването на Лигата е започнало в този период. Произходът на другите ирокезки племена е неясен.
Според устната им история, първоначално ирокезите били един народ и живели в долината на Сейнт Лорънс, където били под властта на алгонкинското племе адирондак, което ги научило на земеделие. За да избягат от господството на адирондаките, те напуснали Сейнт Лорънс и се преместили на юг в Ню Йорк. Точната дата на това преместване е неизвестна. При миграцията племето се разделило и различните части започнали да воюват по между си. Били спасени от самоунищожение благодарение на създаването на Лигата. Идеята за нея дал Деганауида (Великия миротворец), а я осъществил Айонуента (Хайяуата). Целта на Лигата била постигането на „Кайнерекоуа или Гаянашагоуа – Великият закон на мира“, който гласи че ирокезите не трябва да се избиват един друг. Племената, които се присъединили към Лигата били мохок, онайда, онондага, каюга и сенека. Според легендата злият вожд на онондага, Тадодахо последен приел увещанията на Деганауида и Айонуента, след което бил избран за главен вожд на Лигата. Това събитие станало на езерото Онондага, близо до Сиракюз в Ню Йорк. И до днес водачът на Лигата или Вождът на петдесетте носи името Тадодахо и е винаги от онондага.
Вследствие на военната си сила, както и на асимилационната си политика, в рамките на няколко столетия съюзът се превръща в доминираща сила в региона на Североизточните гори. По-късно, в периода на контакти с европейските заселници, ирокезите се сближават с английските колонизатори и застават на тяхна страна във войната им срещу Франция, което се оказва един от решаващите фактори за победата на Англия.
След обявяването независимостта на САЩ, ирокезите, подобно на останалите индиански племена, са силно репресирани чрез изземването на техните земи. Започва да се шири алкохолизъм, материален и духовен упадък.
В края на 18 век се появява учението на пророка Прекрасното езеро (Ganioda’yo, Handsome Lake). Ирокезката духовност получава нов тласък и по този начин Народът от Дългия дом успява да стъпи на крака и да се предпази от загубата на идентичност.
Днес ирокезите населяват няколко резервата в САЩ (щатите Ню Йорк, Уисконсин, Оклахома) и Канада (южните части на провинциите Квебек и Онтарио).

## Конституция
При учредяването на Ирокезката конфедерация, нейните основатели изготвят законника гаянашагоуа (Gayanashagowa, в превод – „Великият закон, който ни свързва“ или „Великия закон на мира“). В днешно време се е наложил и терминът „ирокезка конституция“. Конституцията урежда взаимоотношенията на племената в рамките на Лигата, тяхната равнопоставеност, общата им външна и вътрешна политика. Включват се и някои практики от ирокезкото обичайно право.
Съветът на Лигата се състоял от 50 „хояне“, избирани от петте народа. Всяко племе има определен брой представители: онондага 14, каюга 10, онайда 9, мохок 9 и сенека 8. Те били номинирани от майките на клановете. Техният пост бил до живот, но можело да бъдат отстранени по всяко време заради грешки или некомпетентност. Съветът на Лигата управлявал по време на мир. Военните вождове били избирани заради опита и способностите им, но те управлявали само по време на война. Правомощията на Съвета на Лигата били ограничени, оставяйки всяко племе да преследва собствените си цели. Към 1660 г. ирокезите са били принудени да противопоставят единен фронт на европейците и свободата на племената била ограничена до известна степен като на практика мохоките и онайда формирали една фракция, а сенеките и каюга друга. Главният Тадодахо и 14-те вожда от онондага били пазителите на огъня на съвета и играели компромисна роля между двете фракции. Тази роля била от основно и решаващо значение, тъй като всеки важен въпрос се решавал чрез гласуване и се изисквало единодушие – едно от слабостите на Лигата. Всеки от петте народа имал право на вето в Съвета. Имало и друга особеност, мохоките, онондага и сенека били наричани големи братя или чичовци и се ползвали със старшинство в Съвета. Онайда и каюга, и по-късно тускарора били наричани по-малки братя или племенници. Съветът създал и ефективен закон – конституция, която е записана на 114 вампума. Тази конституция по-късно оказва влияние върху създаването на Американската конституция.
Достъп в Лигата имали всички племена, които желаели това. През 1722 г. от това се възползва племето тускарора. Племената непринадлежащи на Лигата и плащали данък. Някои се противопоставяли, но били смазвани от мощния съюз. Странното е, че ирокезите никога не са били многобройни (към 20 000 през 1600 г.), но успяват да покорят много по-многобройни и мощни врагове. Решаващо значение за това имали холандските огнестрелни оръжия, както и тяхното единство, чувство за цел и отличната политическа организация. Лигата наистина била забележително постижение, но имала и някои недостатъци. Основният от тях е нежеланието и неспособността на ирокезите да споделят политическата власт с присъединените покорени племена. Политическата власт била задържана от ирокезите до такава степен, че покорените племена били считани за втора ръка хора. Недоволството от това неравенство в крайна сметка води до отделянето на минго и канауага. Тъй като ирокезите се мислели за „Онгуи Хонуи – истински хора“, те никога не приели племената поставили се под техен контрол като равни. Подчинените племена нямали представител в Съвета на Лигата, но най-лошото било че ирокезите се държали надменно и арогантно с тях и поставяли собствените си интереси на първо място. Заради това Лигата до последно преследвала останките от победените врагове, тъй като се страхували, че и една малка част да останат свободни можело да предизвикат бунт сред присъединените и осиновени врагове. Това накрая довело до провала на Лигата. По време на Американската революция племената се разединили и Великият закон на мира бил нарушен, когато през 1777 г. ирокезите застават един срещу друг в битката при Орискани.
Според мнозина историци, демократичните идеали на гаянашагоуа (като цяло чужди за феодалните европейски традиции) са вдъхновили Бенджамин Франклин, Джеймс Мадисън и други при изготвянето на Американската конституция. През 1988 г. Конгресът на САЩ приема съвместна резолюция, с която изрично признава влиянието на ирокезкия Велик закон на мира върху Американската конституция и Закона за правата (на английски: Bill of Rights).

## Военна и асимилационна политика
Характерни за ирокезите от предколониалния и колониалния период са организираните бойни походи. Бойните отряди често са съставени от по няколкостотин души, което обикновено гарантира безусловния успех на бойния поход. Френските йезуити описват как дори новината за настъпващ отряд на мохок можела да накара цели села да изпаднат в паника и населението им да избяга. Характерна особеност в ирокезката дипломация е, че преди обявяването на война посланици на ирокезите отиват при вражеското племе и му предлагали да се присъедини към Великия закон на мира. Едва след като получат отказ, ирокезите изпраща бойните си отряди. Войната продължава докато племето приеме Великия закон на мира или до неговото пълно унищожение.
Спрямо военнопленниците си ирокезите проявяват следната политика. След като ги откарат в селото, роднините, загубили свой близък, имат правото да осиновят някой от пленените воини. За да заслужи живота си и правото да бъде осиновен, воинът е длъжен да докаже своята издръжливост, чрез т.нар. „ирокезка пътека“. Тя представлява наредени в две редици с лица един към друг жени и деца, държащи тояги. Търпейки силни удари, пленникът трябва да достигне по тази пътека бъдещия си дом. Който успее да стигне жив, според обичайното ирокезко право, придобива статута на свободен гражданин и заема мястото на загиналия син, баща, брат или съпруг – помагайки в семейните и племенните задължения като лова, земеделието и дори войната.
Тези, които не успяват да преминат през ирокезката пътека, както и онези, които никой не желае да осинови, биват екзекутирани. Екзекуциите обикновено са съпроводени с различни мъчения. По начина, по който плененият воин реагира на мъченията, ирокезите, както и множество други индиански племена, съдят за смелостта на вражеския народ. Колкото по-безстрашно се държи воинът, толкова повече се издига в очите на своите мъчители.
Храбростта е високо ценена. Описани са случаи, когато пленен враг, проявил се с изключителна храброст в битка, впоследствие да бъде пуснат с подаръци да се върне при своя народ.
Практиката на осиновяване на пленените воини помага на ирокезите да избегнат демографски кризи вследствие на непрекъснатите войни.
Освен примирие, народите приемащи Великия закон на мира, получават протекцията на Лигата, както и известна автономност. Могат да обработват земя, да имат собствени селища и да ловуват, но нямали право да воюват, без съгласието на ирокезите.
След своето осиновяване, народът на делауерите си позволява да нападне чуждо племе, без да се допита до ирокезите. Това довежда като ответна мярка до забраната на делауерите да носят оръжие, което за тогавашните разбирания означава крайно унижение за мъжете.
Към 1627 година следните племена са изтласкани, унищожени или асимилирани от ирокезите:
- Потауатоми, сауки, фокси и маскутен – всички те напускат долен Мичиган и заживяват в смесени селища в Уисконсин.
- шоуни, кикапу и част от маямите – изтласкани от Охайо и Индиана – кикапу и маями – към Уисконсин, а шоуните се разпръсват из Тенеси, Илинойс, Пенсилвания и Южна Каролина.
- Илинойсите са изселени на запад от река Илинойс от сенека през 1655 г., защото дали убежище на хурони и неутрални.
- Сиукски племена от групата дегиа (осейджи, канза, понка, омаха и куапо) напускат долната част на долината Уабаш и се преместват западно от река Мисури, а куапо отиват на юг и се заселват в Арканзас.
- Хурони, тиононтати, уенро, неутрални и ери са победени и включени в Лигата. Приблизително 1000 хурони и тиононтати бягат преди това и се установяват на Горното езеро.
- Отава напускат островите на езерото Хюрън и се преместват на запад към горен Мичиган. Ниписинг и южни части на оджибуе биват изтласкани на север към Солт Сейнт Мери.
- Голям брой племена от долината на Охайо, за които не се знае много, също изчезват в този период: каса, сиска, искоусогом, монетон, моспелеа, оуабано, теочанонтиан, томахитан и трамонтан.

Съществен фактор за военните успехи на ирокезите е установеният по-рано от тях контрол върху търговията с кожи – основния източник на европейски стоки (главно огнестрелни оръжия). По този начин ирокезите придобиват преимущество над околните племена с притежанието си на повече пушки.

## Култура и общество

### Матрилинейност
Ирокезкото общество е разделено на матрилинейни кланове. Матриленейността при ирокезите (понякога неправилно определяна като матриархат) се изразява в следното:
Всички деца принадлежат към клана на своята майка. След като се оженят, мъжът и жената живеят заедно в клана на жената. Техните деца наричат братя и сестри първите си братовчеди по майчина линия, а към онези по бащина линия се обръщат като братовчеди.

### Матрони
Начело на всеки клан, в рамките на едно племе (в днешни времена в рамките на резервата), стои най-уважаваната (обикновено и най-старата) жена от този клан. В антропологията за тази роля се е наложил терминът „майка на клана“ (от англ. clan mother), както и „матрона“ (англ. matron), по-рядко „матриарх“ (англ. matriarch).
Всички важни решения, свързани с клана се взимат от матроната:
- Матроната одобрява браковете в рамките на клана, което в стари времена се е изразява и в намирането на подходящ партньор за девойката или младежа.
- Матроната дава име на новороденото. Според ирокезката традиция всеки клан притежава набор от конкретни имена, които неговите членове могат да носят. Името, което матроната дава на новороденото задължително е сред списъка от имена за съответния клан. Матроната трябва да подбере името така, че сакралната му същност според представите на ирокезите да отговаря на характера и нуждите на детето. Освен това избраното име не бива да се дава на друг човек, докато притежателят му е жив.
- Матроните избират сахемите (ирокезките „сенатори“, описани по-долу) на своя клан и единствено те имат правото да отнемат тази титла, в случай на тежки провинения от страна на сахема.
- Матроните не участват директно в съветите на сахемите, но оказват силно влияние върху своите избраници.
- По време на важни обсъждания ирокезките майки на клановете правят алтернативен съвет и взетото от тях решение или становище се излага пред съвета на сахемите.

### Кланове
Всяко ирокезко племе (мохок, онайда, онондага, каюга, сенека и тускарора) е разделено на няколко клана. Броят на клановете варира според племето. Така например мохок и онайда имат само три клана (мечка, вълк и костенурка), докато при сенека те са осем (вълк, мечка, костенурка, чапла, бекас, елен, бобър и ястреб). При тускарора клановете са седем, при онондага – осем. Мнозина антрополози предполагат, че клановете са били първоначалната форма на разделение на ирокезките народи, които по-късно са се разделили и прегрупирали под формата на отделни племена.
Традиционно се счита, че двама представители на един и същи клан, макар и от различни племена са по-близки роднини, отколкото двама представители на едно и също племе, но от различни кланове.
Както много други народи, ирокезите използват татуировки. Татуираните изображения често бележат принадлежност към определен клан.

### Фратрии
Клановете се групират в т.нар. фратрии (братства). Фратриите при ирокезите са две – „малки братя“ (вълк, мечка, бобър, костенурка) и „големи братя“ (чапла, бекас, елен, ястреб). Традиционно се смята, че клановете във фратрията на големите братя са се появили преди клановете от фратрията на малките братя.
Разпределението на кланове във фратрии е от съществено значение в традиционния живот на ирокезите. Така например при много от церемониите, когато изпълнението на песни бива извършвано от двама певци – по един представител на всяка фратрия. Понякога изпълнителите са повече – например четирима, но правилото за представяне и на двете фратрии се спазва.
В миналото не е било възможно мъж и жена от един същи клан (та дори и от различни племена) да се оженят, тъй като те се смятат за близки роднини и на подобен акт се гледало като на кръвосмешение. В по-стари времена ограничението е било още по-строго: бъдещите младоженци да бъдат не само от различни кланове, но и от различни фратрии. В днешни времена тези правила като цяло не се спазва

### Родство
В обществото им жената била в центъра на всичко. Вярвали, че природата ги е надарила да създават живот и затова властта била концентрирана в техните ръце. Жените притежавали цялата собственост и определяли родството. Родството се проследявало чрез женската кръв и определяло членството в рода, а от там и в племето. Членството в племето предоставяло на даден човек определени социални, политически и религиозни привилегии, задължения и права, които са отказвани на чужди лица. Хора с чужд произход можело да бъдат осиновени от жените на някое семейство и така да станат част от племето.
Родството сред ирокезите е известно като раздвоено сливане. То отличава родители от един и същи и от различен пол:
братята на бащата и сестрите на майката са считани за кръвни роднини и също са наричани баща и майка. От друга страна сестрите на бащата и братята на майката се наричат чичо и леля. Децата на първите се считат за братя и сестри, а децата на чичовците и лелите за братовчеди

### Сахеми
Думата „сахем“ идва от алгонкинските езици и се използва в антропологията като термин за специфична за Лигата политическа длъжност. На ирокезките езици тази дума е „хояне“ (hoyane, royaner).
Отличителен белег в церемониалното облекло на сахемите са специалните шапки с еленови рога.
Сахемът е пожизнена длъжност на делегат в Съвета на Шестте нации, на който се обсъждат въпроси и проблеми, касаещи Конфедерацията: войни, мирни договори, външна политика и др. В миналото (до резервационния период) този съвет бивал свикван веднъж годишно, а при извънредни обстоятелства – и по-често. Провеждат се в земите на онондага, като делегатите често биват придружавани от техните семейства и семействата на роднини и приятели.
Всеки сахем е излъчен от матроната на клана. Длъжността на сахема като цяло се предава по наследство, по майчина линия, но матроната е онази, която определя кой точно да стане сахем.
Всяка от нациите бива представена от няколко сахема – един или повече за всеки от клановете в даденото племе. Точната бройка на представителите за всяко племе и клан е определена от Великия закон на мира, като общият брой на сахемите е 50 (колкото са и вождовете, участвали в основаването на Лигата). Всеки от тях при издигането си в сахем получава и ново име (титла) – името на вожда, съосновател на Лигата, чието място новоизбраният сахем поема. Председателят на съвета носи името (титлата) Тадодахо.
Според легендата, Тадодахо (Атотархо) бил митичен магьосник и вожд на онондага, обладан от зли сили, който всячески се опитвал да провали учредяването на Лигата. Великият миротворец и Хаяуата, с помощта на останалите вождове, успели да принудят злите сили да напуснат Тадодахо. Така Великият миротворец положил основите на Великия закон на мира, а в знак на уважение на Тадодахо му било предложено почетното място.
Решенията на съвета на сахемите трябва да се взимат с единодушие. Така например, ако се обсъжда обявяването на война на даден народ, дори един сахем да не бъде съгласен, война няма да бъде обявена. Като цяло тези решения се вземат на конфедеративно ниво, което не ограничава отделни групи да организират и извършат боен поход.

#### Разпределение на сахемите по племена и кланове
Точната бройка и разпределение на сахемите по племена и кланове е дефинирана още с Великия закон на мира и се спазва твърде стриктно. Това е и една от основните причини новоприетите народи да нямат право да излъчват сахем. Тези народи биват представлявани от сахемите на онова ирокезко племе, което ги е осиновило. Това правило важи дори и за тускарора, които са ирокезоезични и са равноправни членове на Лигата:
- мохок – 9 сахеми (3 от клана на костенурката, 3 от вълчия клан, 3 от мечия клан)
- онайда – 9 сахеми (3 от клана на костенурката, 3 от вълчия клан, 3 от мечия клан)
- онондага – 14 сахеми (4 от клана на костенурката, 1 от вълчия клан, 4 от мечия клан, 1 от клана на бекаса, 3 от еленовия клан, 1 от неопределен клан)
- каюга – 10 сахеми (2 от клана на костенурката, 2 от мечия клан, 2 от клана на бекаса, 2 от клана на чаплата, 1 от еленовия клан, 1 от неопределен клан)
- сенека – 8 сахеми (2 от клана на костенурката, 1 от вълчия клан, 1 от мечия клан, 3 от клана на бекаса, 1 от ястребовия клан)
- тускарора – не излъчват сахеми.

### Пазители на вярата
Пазител на вярата е обществена роля, заемана от хора (най-често възрастни мъже), ползващи се с добро име в обществото. В рамките на едно село може да има повече от един Пазител на вярата.
Обикновено Пазител на вярата е този, който открива и ръководи дадено празненство или церемония, казва първата благодарствена молитва, отправя благословия към участниците и др.
Пазителите на вярата съблюдават стриктното спазване на церемониите, песните, правилното разказване на легенди и т.н
Ролята на Пазителите на вярата е сходна с ролята на старейшините при много от прерийните племена.

### Военни структури
При ирокезите не са известни воински общества, така характерни за индианците от равнините и индианците от платата.
По правило само мъже участват във военни действия, но в случай на вражеско нападение над селото, жените могат умело да си служат с оръжие.
Когато някой иска да организира боен поход, той отива в центъра на селото. Там пее и танцува, повдигайки по този начин духа на младите мъже в селото. Вследствие на общия ентусиазъм, част от мъжете се включват в танца, което е заявка за участие в бойния поход. Междувременно жените в селото приготвят провизии за воините. Групата започва своя поход или отива до съседни села, за да събере още подкрепления.

### Жилища
Според по-новите археологически доказателства, ирокезите са живели в Ню Йорк дълго преди пристигането на европейците. Строителството на дълги домове в района датира от около 1100 г. Въвеждането на царевицата през 14 век води до увеличение на населението и икономически промени. От 1350 г. селата вече станали по-големи и силно укрепени. Селата били постоянни и били премествани само в случаи, когато земята вече не била годна за обработка или за отбранителни цели. Едно ирокезко село се състояло от множество дълги домове, построени от дървени рамки и покрити с кора. Дългият дом бил основна единица на обществената организация. В един дълъг дом живеели по няколко роднински семейства, всяко със свое огнище.

### Поминък
Ирокезите са били уседнали земеделци, допълващи диетата си с лов и събирането на диви храни. По-голямата част от храната идвала от земеделието. Царевицата, боба и тиквата били известни като „деохако – поддържащите живота“. Тяхното значение за ирокезите било ясно показвано по време на 6-те селскостопански празника през годината.

### Облекло, украшения и амулети
Често децата ходели напълно голи до около 14 годишна възраст. След това мъжете слагали набедреник и риза, а жените поли. В студеното време и двата пола използвали гамаши и наметала. Дрехите се изработвали основно от еленови кожи и богато се украсявали с бои и декорация от бодли на бодливо свинче и пера. И двата пола татуирали и боядисвали телата и лицата си.

### Брак и семейство
При брака мъжът се мести при жена си и не може да претендира за никаква собственост в рода на съпругата си, но запазва всичките си права като член на майчиния си род. Мъжът активно участва в живота на своя клан и може да се върне по всяко време в него. Много мъже живеели в клановете на жените си в други села, но за важните работи се връщали в своето село и клан. При развод жената просто казва на мъжа да напусне дома, а децата оставали при нея. Братята на майката били учители на децата, особено на момчетата, които още от ранна възраст били обучавани в изкуството на войната и лова. Момичетата се учели от майките и лелите си на всичко, което трябва да знаят. Идеалният мъж бил добър ловец и войн, а идеалната жена добра домакиня и отлична градинарка. Децата също така се възпитавали да участват в общата култура, да мислят индивидуално и да се трудят в полза на общността.

### Вярвания и обичаи
Ирокезите признават един върховен създател наричан Оренда, от който произлизали всички останали духове. Различни одушевени и неодушевени неща и природни сили също са разглеждани като духовни неща. Здравето и просперитета на хората били поддържани чрез извършването на различни индивидуални ритуали, съпровождани от песни и танци научени от сънищата. Повечето от тези ритуали и церемонии изглежда са били научени от сънища и са били предавани от поколение на поколение. Сънищата имали голямо значение и влияние. Смятали че чрез тях хората се свързват с Великия дух. В тях се разкривала тяхната съдба, война и мир, здраве и болест, дъжд и суша и други неща.
Магьосниците и вещиците били голямо проклятие и обект на крайно отвращение. Те били преследвани и незабавно убивани. Вярвали, че те могат да се трансформират в различни животни и неща и да вършат злини.
През годината ирокезите празнували 6 големи обществени селскостопански празника, при прибирането на кленовия сироп и ягодите, при засаждането, узряването и прибирането на реколтата. Най-важен от всички бил 8-дневният новогодишен празник, който се провеждал в средата на зимата.

### Космогония
Свещеният огън (Слънцето) бил почитан като божество. Веднъж годишно шаманите предлагали на хората свещеният огън. Дали този ритуал е свързан със слънцестоенето не е известно, но се знае със сигурност, че ирокезите са имали понятие за небесните светила, които сменяли сезоните и завършвали годишният кръг. Като при останалите индианци тяхната година е свързана с движението на Луната. При ирокезите годината имала 13 Луни (месеци), всяка със свое име. Всяка Луна или месец има 28 дни, което прави за една тяхна година 364 дни. Това е и най-голямата астрономическа точност постигната от северноамерикански индианци.

### Тайни общества
Имали едно влиятелно общество на лечители наричано Фалшивото лице. Членовете на това общество носели дървени маски и имали за цел да прогонват болестите и злите духове. Извършвали такъв ритуал по прогонване на злите сили два пъти годишно, през пролетта и есента. Ритуалът бил съпровождан от песни и изгарянето на тютюн. Тези, които били излекувани от обществото ставали негови членове. Също така всеки, който сънува, че е член на това общество също можел да се присъедини.

### Погребални обичаи
Съболезнователната церемония бил един от важните ритуали, но той имал повече религиозен характер. Мъртвите били погребвани в седнало положение с храна и принадлежности, които да използват по пътя към Земята на мъртвите.

## Митология
Ирокезите имали богата митология изпъстрена с множество културни герои, свръхестествени същества, митове и легенди. Атахенеис била богиня на небето, която слиза на Земята при сътворението. Тук тя родила синове близнаци, Хагуедиу и Хагуедага. При раждането им тя умира и се счита за богиня на бременността, плодородието и женските качества. Хагеудиу сложил семена в безжизненото тяло на майка си и от тях израснала царевица като дар за хората. Близнакът Хагуедага бил зъл дух. Гаол бил бог на вятъра. Гохоне олицетворение на зимата, а Адекагагуа олицетворение на лятото. Оната е бог на плодородието и покровителства земеделието. Оки е олицетворение на жизнената сила на ирокезите, както и името на силата на живота. Йога били природни духове подобни на нимфи и елфи.
Първите хора били създадени от Иошека. Той лекувал болести, побеждавал демони и дал много магическите и церемониални ритуали на ирокезите, както и тютюна, който бил в центъра на религията им.

## Език
В рамките на Шестте нации се говорят следните ирокезки езици:
- мохок (2500 души) думи и произношение Архив на оригинала от 2008-06-13 в Wayback Machine.
- онайда (300 души) думи
- каюга (300 души) думи и произношение Архив на оригинала от 2008-05-14 в Wayback Machine.
- сенека (100 души) думи и произношение Архив на оригинала от 2007-04-18 в Wayback Machine.
- онондага (80 души) думи и произношение Архив на оригинала от 2007-04-10 в Wayback Machine.
- тускарора (по-малко от 5 души) думи и произношение Архив на оригинала от 2008-01-11 в Wayback Machine.
- минго (по-малко от 5 души) граматика, думи и произношение

Посочените данни за активно говорещите съответния език са приблизителни и се отнасят към 2003 година.
Освен представителите на ирокезкото езиково семейство, в рамките на лигата има осиновени племена като делауерите, шоуните и други, които говорят предимно алгонкиски езици.
През първата половина на 20 век настъпват тежки времена за ирокезките (както и за останалите индиански) езици. Още от края на 19 век американското правителство започва мащабна кампания за образоване на индианците и интеграцията им в бялото общество. Това е свързано с насилственото изпращане на индианските деца в училища и пансиони (често на разстояние от няколкостотин километра от родните им места). Децата биват подстригвани късо и обличани в „цивилизовани“ дрехи, употребата на индиански езици се забранява, като наказанията при неспазване на това правило са миене на устата със сапун, бой с пръчка и др.
Това, наред с нежеланието на родителите да учат децата си на родния език (смятали, че така ще ги предпазят от бъдещи неприятности), довежда до драстичен спад в броя на свободно говорещите ирокезки езици. Едва в края на 80-те и началото на 90-те години на миналия век в училищата по резерватите започва официално да се изучава съответният език. Това дава своите резултати и в началото на новото хилядолетие повечето ирокезки езици са спасени от изчезване. Не така стои въпросът с езиците тускарора и минго (диалект, производен на сенека и каюга), чието оцеляване е под въпрос.

## Личности
- Миротворецът (Skennenrahawi, англ. The Great Peacemaker) – пророк и легендарен основател на Ирокезката лига;
- Хаяуата или Правещият реки (Ayenwatha, англ. Hiawatha) – легендарен основател на Ирокезката лига;
- Тадодахо или Атотархо (в зависимост от диалекта: Tadodaho, Atotarho. В превод: Змии в косите) – магьосник и легендарен основател на Ирокезката лига;
- Червената куртка (Segoyewatha, англ. Red Jacket) – вожд;
- Крал Хендрик Тиянога (Theyanoguin – в превод Западната врата е отворена, англ. King Hendrick) – вожд;
- Джоузеф Брант Тайенданеге (Joseph Brant Thayendanagea) – военен водач;
- Садящият царевица (Kaintwakon, англ. Cornplanter) – вожд;
- Прекрасното езеро (Ganioda'yo, англ. Handsome Lake) – пророк;
- Ели Паркър (Ely S. Parker) – политик и общественик;
- Артър К. Паркър (Arthur C. Parker) – антрополог;
- Леон Шенандоа (Leon Shenandoah) – политик и Тадодахо;
- Орен Лайънс (Oren Lyons) – политик;
- Джон Фаден Гахонуес (Kahonwes, John Fadden) – художник;
- Уаник Хорн-Милър (Waneek Horn-Miller) – плувкиня;
- Роби Робъртсън (Robby Robertson) – певец;
- Джоан Шенандоа (Joanne Shenandoah) – певица.

С неирокезки произход, но свързани с ирокезите са:
- Люис Хенри Морган – американски антрополог
- Франк Г. Спек – американски антрополог
- Уилям Н. Фентън – американски антрополог
- Джеймс Фенимор Купър – американски писател